# Carlo Gregori
Carlo Gregori (Lucques, 1702 — Florence, 1759) est un graveur italien.

## Biographie

### Jeunesse et formation
Fils de de Pellegrino di Tomeo et Maria di Nardi, Carlo Gregori naît à Lucques le 18 avril 1702.
D'origine modeste, il s'installe à Florence avec sa famille dans une maison du pont alle Grazie, où ils ouvrent un commerce.
Il étudie l'art de la gravure au burin et fréquente d'abord l'atelier de Domenico Tempesti. Il se spécialise ensuite en se rendant à Rome pour devenir l'élève de Johann Jakob Frey l'Ancien et d'Agostino Masucci,,.

### Carrière

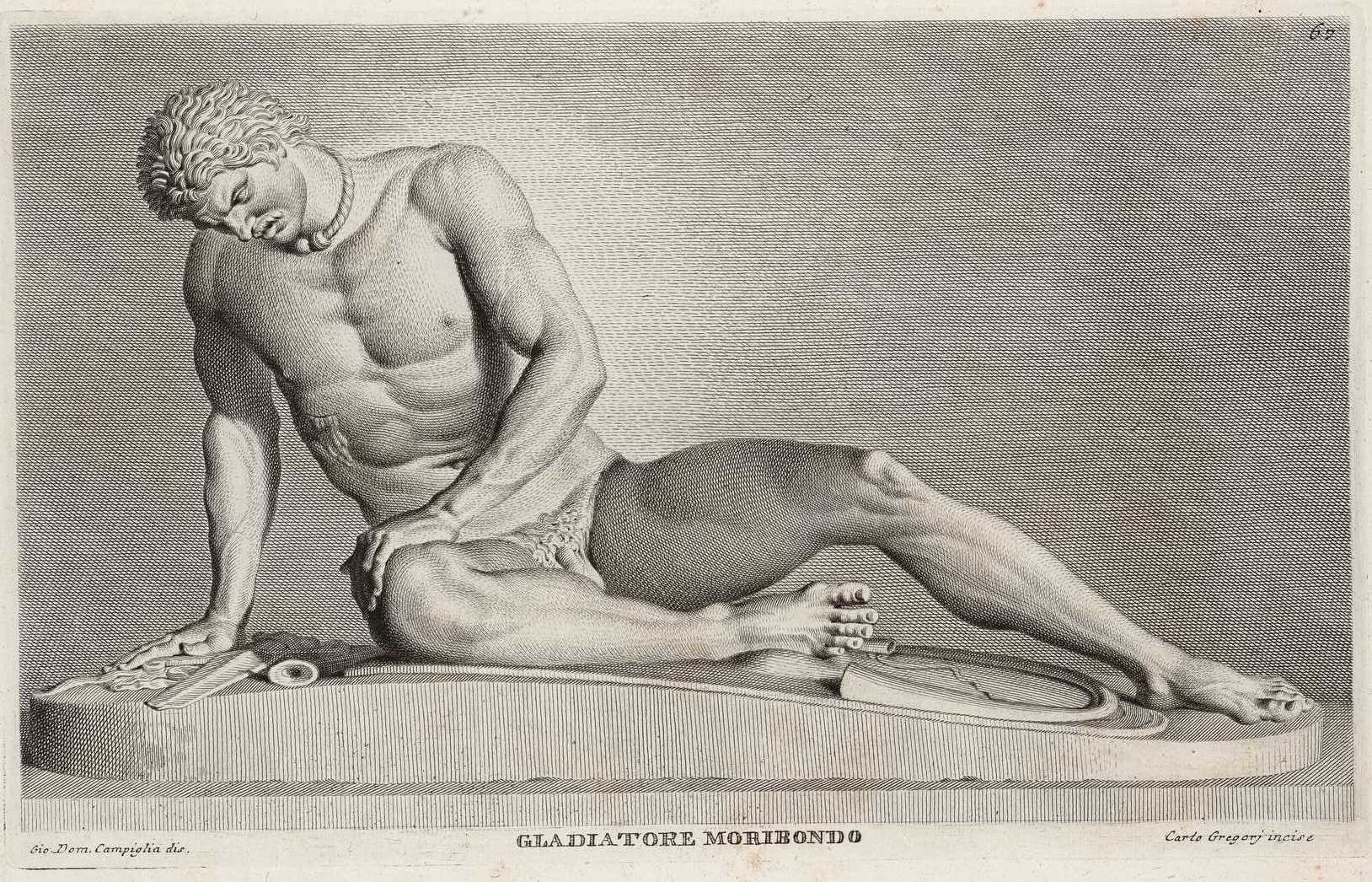
Gladiador moribundo, gravure d'après Giovanni Domenico Campiglia.

Très prolifique dans son travail de graveur, il travaille dans plusieurs villes italiennes — outre Florence et Rome, il exerce à Parme et à Venise —, Gregori est l'un des premiers à étudier les techniques de reproduction des dessins. Il réalise beaucoup de gravures de reproduction d'après des Vieux Maîtres, tels que Titien, Pierre Paul Rubens et Le Corrège.
Ses gravures ont illustré quelques publications importantes du XVIIIe siècle, dont l'ouvrage d'Ignazio Hugford sur Anton Domenico Gabbiani, I Cento Pensieri di Anton Domenico Gabbiani pittore fiorentino (Florence, Moückiana, 1762) et Museum Florentinum (1731 à 1766).
Carlo Gregori meurt à Florence le 12 décembre 1759.
Ses deux fils, Ferdinando et Antonio, sont eux aussi graveurs.

## Ouvrages publiés
- L'eccellenza delle tre nobili, e belle arti, pittura, scultura, e architettura, Rome (1729)[5]
- Serie di ritratti degli eccellenti pittori dipinti di propria mano che esistono nell'Imperial galleria di Firenze, Florence (1752-1762)[6]